# Fernando de Sousa e Silva
Fernando de Sousa e Silva, portugalski rimskokatoliški duhovnik, škof in kardinal, * 5. december 1712, Lizbona, † 11. april 1786, Lizbona.

## Življenjepis
10. maja 1739 je prejel duhovniško posvečenje.
1. junija 1778 je bil povzdignjen v kardinala.
1. marca 1779 je bil imenovan za patriarha Lizbone in 30. maja istega leta je prejel škofovsko posvečenje.